# Ochiul liber

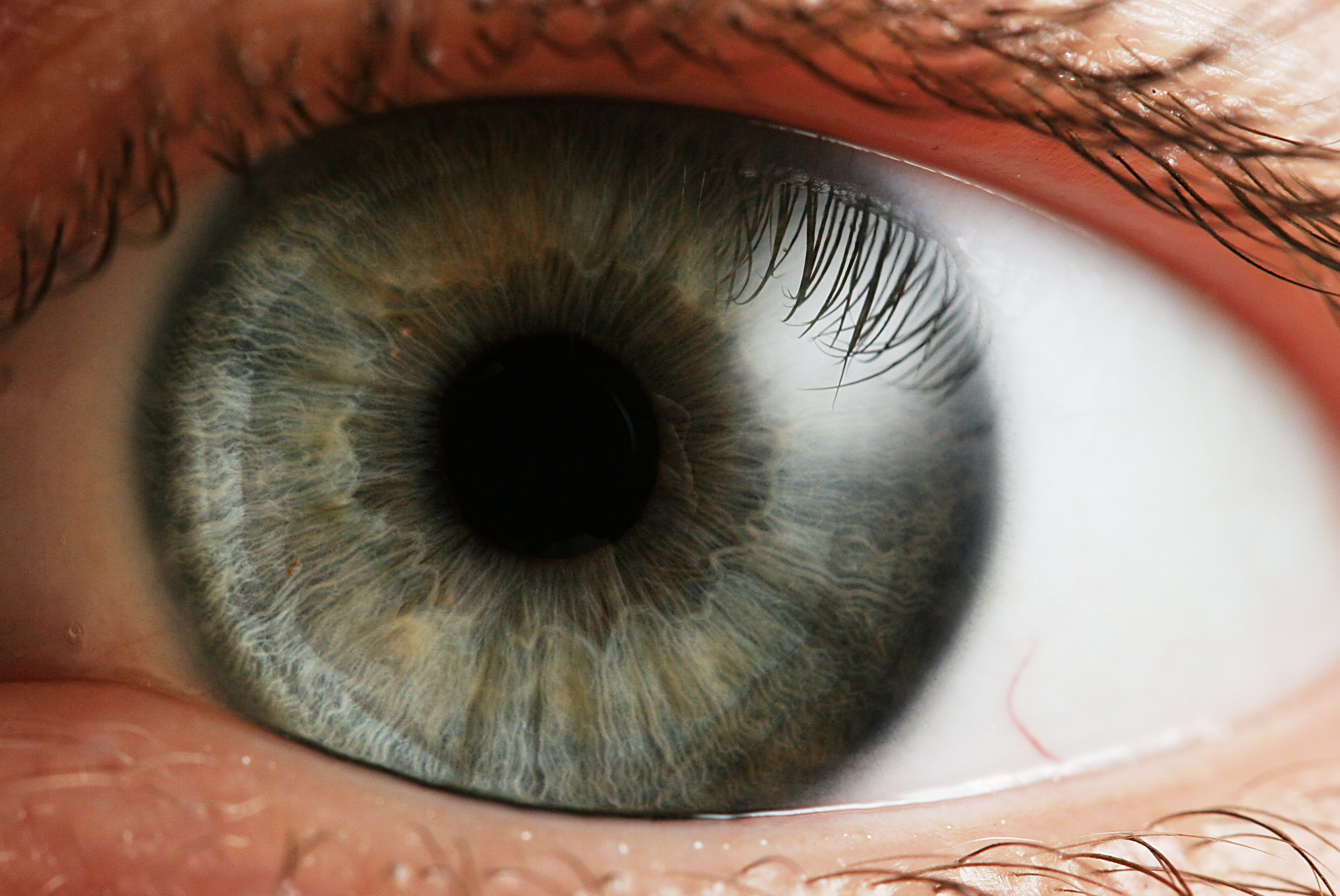
Ochi liber

Ochiul liber este o figură de stil care face referire la percepția vizuală umană fără vreun ajutor tehnic, cum ar fi un telescop sau un microscop. Termenul este adesea utilizat în astronomie pentru a desemna evenimente care pot fi observate de către marele public / publicul larg.
Acest tip de activitate este desfășurat de oameni care sunt noi în astronomia de amatori, pentru a învăța corpurile cerești și principalele constelații, înainte de a folosi un binoclu sau telescoape.

## Astronomie
În general, este posibil să se observe cu ochiul liber obiecte astronomice a căror magnitudine aparentă atinge +6. Rezoluția unghiulară a ochiului este de aproximativ 1', dar această valoare diferă între indivizi.
Dintre obiectele Sistemului Solar, este posibil să vedem cu ochiul liber Soarele, Luna, Venus, Jupiter, Marte, Saturn și  Mercur. Se pare, de asemenea, că unii astronomi au observat cei mai mari sateliți galileeni înainte de invenția telescopului, care pot fi văzuți cu ochiul liber în condiții speciale de observare. Uranus și Vesta ating uneori o magnitudine aparentă suficientă pentru a fi observabile cu ochiul liber, dar acești aștri nu au fost recunoscuți până la descoperirea lor cu telescopul, deoarece sunt prea slabi, chiar și la luminozitatea maximă, pentru ca mișcarea lor să fie detectată.
În teorie, un observator ar putea percepe circa 2.500 de stele până la magnitudine +6. În practică, extincția atmosferică reduce numărul la circa 1.500 – 2.000 (și chiar mai puțin în zonele urbane) de aștri. Este posibil să percepem culoarea celor mai strălucitoare stele; pentru ceilalți aștri, ochiul folosește mai degrabă bastonașele decât conurile, ceea ce nu face posibilă distincția culorii lor.
Pot fi detectate câteva roiuri stelare, cum ar fi Pleiadele, Roiul Dublu din Perseu sau Messier 13. Printre nebuloasele vizibile cu ochiul liber, putem cita Nebuloasa Trifidă sau Nebuloasa Orion. De asemenea, este posibil să se perceapă mai multe galaxii: Calea Lactee (în interiorul căreia se află Pământul), cei doi nori ai lui Magellan, Galaxia Andromeda și Galaxia Triunghiului. În plus, Messier 81 poate fi observat fără un instrument în condiții excepționale de vizibilitate, făcându-l cel mai îndepărtat obiect astronomic care poate fi văzut cu ochiul liber.
Pe lângă aceste obiecte, este posibil să observăm meteori și comete ocazionale, precum și vreo sută de sateliți artificiali.
Din punct de vedere istoric, astronomia cu ochiul liber a atins apogeul odată cu lucrările lui Tycho Brahe (1546-1601), care a construit un observator important pentru măsurarea precisă a cerului fără niciun instrument telescopic. În 1610,  Galileo a fost prima persoană cunoscută care a folosit o lunetă astronomică pentru observarea cerească și care și-a publicat descoperirile.

## Mici obiecte și hărți
La o distanță de 20 până la 25 cm, se pot distinge obiecte care măsoară 0,05 mm. Precizia unei măsurători a lungimii depinde de experiență și variază de la 0,1 la 0,3 mm. Această din urmă valoare este utilizată în general ca precizie minimă pentru poziționarea micilor detalii pe hărți sau planuri.